# Hochschulkommission der NSDAP
Die Hochschulkommission der NSDAP wurde im Juli 1934 durch Rudolf Heß gegründet. Die Hochschulkommission, die ihren Sitz in München hatte, sollte die hochschulpolitischen Entscheidungsprozesse innerhalb der NSDAP zentralisieren und dadurch in der Parteiführung ein Gegengewicht zu dem einige Monate vorher geschaffenen Reichserziehungsministerium schaffen.
Zeitweise erlangte die Hochschulkommission vor allem an den Medizinischen Fakultäten erheblichen Einfluss; seit 1935 verlor sie aber aufgrund regimeinterner Machtkämpfe an Bedeutung. 1938/39 stellte sie ihre Tätigkeit ein. Geschäftsführer und faktischer Leiter der Hochschulkommission war der Münchener Dermatologe Franz Wirz.

## Mitglieder und Referenten der Hochschulkommission
- Alfred Baeumler
- Albert Derichsweiler
- Hans Frank
- Walter Frank
- Heinrich Gall
- Wilhelm von Kloeber
- Hans Reinerth
- Alfred Rosenberg
- Hans Schemm
- Carl Schmitt
- Gerhard Wagner
- Franz Wirz